# سیارک ۱۵۴۲۷
سیارک ۱۵۴۲۷ (به انگلیسی: 15427 Shabas، نامگذاری:1998SP61) پانزده هزار و چهارصد و بیست و هفتمین سیارک کشف شده‌است که در ۱۷ سپتامبر ۱۹۹۸ کشف شد.
قدر مطلق سیارک برابر ۴۴.۶ است.